# Strevi (vino)
Lo Strevi è una DOC riservata ad alcuni vini la cui produzione è consentita nelle provincia di Alessandria.

## Zona di produzione
La zona di produzione dello "Strevi DOC" comprende l'omonimo comune di Strevi e nei sette paesi con esso confinanti (Acqui Terme, Cassine, Morsasco, Orsara Bormida, Ricaldone, Rivalta Bormida, Visone).

## Tecniche di produzione
Il disciplinare prevede che anche le operazioni di vinificazione siano effettuate negli otto comuni di competenza. Obbligatorio l'appassimento in cassette o graticci e un invecchiamento minimo di due anni.

## Tipologie

### tipologia
| uvaggio                        |             |
| titolo alcolometrico minimo    | xx,xx% vol. |
| acidità totale minima          | xx g/l.     |
| estratto secco minimo          | xx,00 g/l   |
| resa massima di uva per ettaro | xxx q.      |
| resa massima di uva in vino    | xx %        |